# Le Désert
Le Désert är en kommun i departementet Calvados i regionen Normandie i norra Frankrike. Kommunen ligger i kantonen Vassy som ligger i arrondissementet Vire. År 2018 hade Le Désert 74 invånare.

## Befolkningsutveckling
Antalet invånare i kommunen Le Désert
Referens: INSEE